# 蒙塔林山
46°51′49″N 9°35′26″E / 46.863712°N 9.590464°E

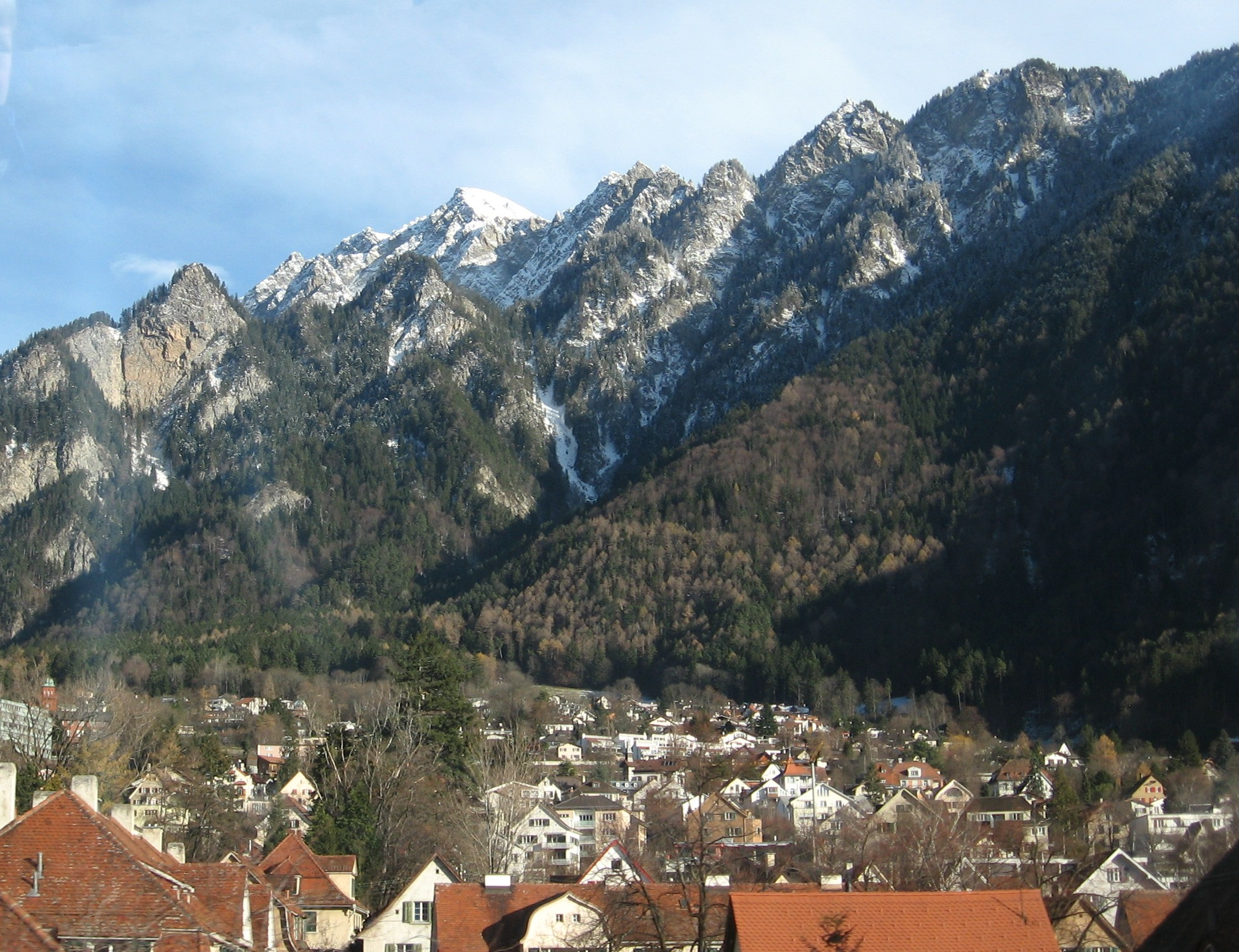

蒙塔林山（Montalin），是瑞士的山峰，位於該國東南部，由格勞賓登州負責管轄，屬於格里松阿爾卑斯山脈的一部分，海拔高度2,266米，每年平均降雨量1,729毫米。